# Heliconius burneyi
Heliconius burneyi is een vlinder uit de familie Nymphalidae. De wetenschappelijke naam van de soort is, als Migonitis burneyi, voor het eerst geldig gepubliceerd in 1816 door Jacob Hübner.

## Ondersoorten
- Heliconius burneyi burneyi
- Heliconius burneyi ada Neustetter, 1925
- Heliconius burneyi anjae
- Heliconius burneyi boliviensis
- Heliconius burneyi catharinae Staudinger, 1885[2]
- Heliconius burneyi huebneri
- Heliconius burneyi jamesi
- Heliconius burneyi koenigi
- Heliconius burneyi lindigii
- Heliconius burneyi mirtarosa
- Heliconius burneyi skinneri Brown & Fernández Yépez, 1984[3]
  - holotype: "male 16.III.1957, J. Racenis"
  - instituut: IZA, Universidad Central de Venezuela, Maracay, Aragua, Venezuela
  - typelocatie: "Venezuela, Tencua, alto río Ventuari, T. F. Amazonas"